# Habitatge al carrer Major, 7 a Suterranya
L'Habitatge al carrer Major de Suterranya, 7 és un edifici de Tremp (Pallars Jussà) protegit com a Bé Cultural d'Interès Local.

## Descripció
Es tracta d'un edifici que ocupa una parcel·la de forma poligonal i que obre les seves dues façanes al carrer Major, de traçat triangular. L'entrada, d'arc rebaixat de pedra, es troba en la façana més estreta. Aquesta part consta de planta baixa i un pis. La façana posterior consta de tres nivells i no té accés per la planta baixa. El primer pis presenta una finestra rectangular amb llinda monolítica; el segon té una galeria amb arc de pedra i barana de fusta. El tercer pis presenta una galeria amb pilars de maó que ha estat construïda posteriorment.
El parament és de pedra i permet identificar les diferents operacions constructives.